# Приморская армия
Примо́рская а́рмия, Отде́льная Примо́рская а́рмия — общевойсковое формирование (объединение, армия, отдельная армия) РККА Вооружённых Сил Союза ССР во время Великой Отечественной войны.

## Первое формирование
Приморская армия первого формирования создана 19 июля 1941 года на основании директивы Южного фронта от 18 июля 1941 года на базе Приморской группы войск (с 19 августа 1941 года — Отдельная Приморская армия).

Генерал-лейтенант Георгий Павлович Софронов. Командовал армией почти до самого конца обороны Одессы, точнее — до 5 октября 1941 года.

В начале войны армия вела тяжёлые бои, отступая в сторону Одессы. 5 августа 1941 года получила приказ оборонять город до последней возможности.
До 10 августа армия наладила оборону на подступах к городу. Были отражены попытки 4-й румынской армии овладеть Одессой с ходу.
С 19 августа армия вошла в Одесский оборонительный район, получила прилагательное «Отдельная» в наименовании и стала напрямую подчиняться Ставке ВГК ВС Союза ССР. Состояла на 19 августа из управления, трёх стрелковых и кавалерийской дивизий, двух полков морской пехоты и отрядов моряков Черноморского флота. Отдельной Приморской армии противостояло 17 пехотных дивизий и 7 бригад противника.
21 сентября войска армии остановили наступление немцев в 8-15 км от города. Более чем на два месяца сковали около 20 дивизий противника. Из-за угрозы прорыва немецких войск группы армий «Юг» в Донбасс и Крым было решено эвакуировать войска Одесского оборонительного района, в том числе Отдельную Приморскую армию, в Крым по морю. Эта задача была выполнена Черноморским флотом и Отдельной Приморской армией в период с 1 по 16 октября 1941 года.
Во второй половине октября армия вошла в подчинение командованию войск Крыма и принимала участие в оборонительном сражении против войск 11-й немецкой армии и румынского корпуса, которые овладев Ишуньскими позициями прорвались в степную часть Крыма, при этом рассекли советскую группировку на две части. Соединения 51-й армии отступали на восток, на Ак-Монайские позиции, закрепится на них не смогли и отходили далее на Керчь. Соединения Приморской армии отступали к Севастополю, ведя тяжёлые бои, будучи отрезаны от дороги Симферополь-Бахчисарай-Севастополь подвижными частями противника, войска двигались на Алушту и далее по приморскому шоссе на Севастополь. Часть соединений была переброшена из Ялты в Севастополь морем на кораблях Черноморского флота.
4 ноября 1941 года был образован Севастопольский оборонительный район (СОР), в состав которого, оставаясь в подчинении войск Крыма до 19 ноября, вошла Отдельная Приморская армия. К этому времени она в составе управления, 25-й, 95-й, 172-й и 421-й стрелковых, 2-й, 40-й и 42-й кавалерийских дивизий, 7-й и 8-й бригад морской пехоты, 81-го отдельного танкового батальона и ряда других частей заняла оборону на подступах к Севастополю.
С 20 ноября Севастопольский оборонительный район находился в оперативном подчинении Закавказского, с 30 декабря Кавказского, с 28 января 1942 года Крымского фронтов, с 26 апреля в непосредственном подчинении главкома Юго-Западного направления. 20 мая Отдельная Приморская армия включена в состав войск Северо-Кавказского фронта.
30 июня противнику удалось ворваться в Севастополь. Создалось кризисное положение для советских войск.
После эвакуации 1 июля 1942 года высшего командно-политического состава, руководившего обороной города, и командующего армией генерала И. Е. Петрова на Кавказ, остатки армии практически прекратили организованное сопротивление. Многие бойцы и младший командный состав армии попали в плен или погибли. 28 июля 1942 года армия была расформирована.

### Боевой состав Приморской армии Северо-кавказского фронта на февраль 1942 года[1][3].

#### Части армейского подчинения
- Управление ПВО
- 136-й (191-й) запасной стрелковый полк
- 265-й корпусной артполк
- 52-й армейский артполк
- 674-й легкий артполк РГК
- 700-й легкий артполк РГК
- 110-й армейский полк связи
- 51-й минометный дивизион
- 3-й дивизион гвардейских минометов
- 5-е управление военно-полевого строительства
- 82-й отдельный армейский саперный батальон
- 138-й отдельный саперный батальон
- 29-й дорожно-эксплуатационный батальон
- 20-й отдельный железнодорожно-восстановительный батальон
- Отдельный автобатальон штаба армии
- 125-й отдельный танковый батальон
- 81-й отдельный танковый батальон
- батальон обслуживания ПА
- 24-я погранкомендатура
- мастерские связи ПА
- отдельный ремонтно-восстановительный батальон
- 53-я отдельная огнеметная рота — рота охрана штаба ПА
- отдельная автосанрота ПА — кабельный завод ПА
- рота особого отдела ПА — отдельная рота регулирования ПА
- армейский ветеринарный лазарет ПА
- 824-й отдельный стройбат
- 827-й отдельный стройбат
- 828-й отдельный стройбат
- 829-й отдельный стройбат
- 830-й отдельный стройбат
- склад ГСМ 1076
- отдел продфуражснабжения ПА
- 53-я отдельная огнеметная рота
- 115-й госпиталь
- 268-й госпиталь
- 76-й госпиталь
- курсы младших лейтенантов ПА

#### Стрелковые и кавалерийские части
- 25-я Чапаевская стрелковая дивизия
- 40-я кавалерийская дивизия
- 95-я Молдавская стрелковая дивизия
- 109-я стрелковая дивизия (бывшая 2-я стрелковая дивизия (3-го формирования))
- 172-я стрелковая дивизия
- 345-я стрелковая дивизия
- 386-я стрелковая дивизия
- 388-я стрелковая дивизия
- 79-я морская стрелковая бригада

Приданные части Черноморского флота
- 7-я Отдельная бригада морпехоты
- 8-я Отдельная бригада морпехоты
- 2-й Перекопский полк морпехоты
- 3-й Черноморский полк морпехоты
- 4 батальона дотов и дзотов
- береговая артиллерия ЧФ

### Боевой состав Приморской армии Северо-кавказского фронта на 1 июня 1942 года.
- управление
- 25-я стрелковая дивизия
- 95-я стрелковая дивизия, имела полуофициальное наименование Молдавская
- 109-я стрелковая дивизия
- 172-я стрелковая дивизия
- 345-я стрелковая дивизия
- 386-я стрелковая дивизия
- 388-я стрелковая дивизия
- 79-я морская стрелковая бригада
- 7-я бригада морской пехоты Черноморского флота
- 8-я бригада морской пехоты
- семь различных артиллерийских и зенитно-артиллерийских полков, два отдельных артиллерийских дивизиона, в том числе 53-й отдельный гвардейский минометный дивизион («Катюш»)
- 69-й истребительный авиационный полк
- 81-й отдельный танковый батальон
- 125-й отдельный танковый батальон
- несколько частей специальных войск

В середине июня 1942 года в Севастополь также прибыли:
- 138-я стрелковая бригада
- 142-я стрелковая бригада

### Командование
Командующие войсками:
- генерал-лейтенант Н. Е. Чибисов (врид, 18 июля — 26 июля 1941)
- генерал-лейтенант Г. П. Софронов (26 июля 1941 — 5 октября 1941)
- генерал-майор И. Е. Петров (5 октября 1941 — 28 июля 1942, с перерывом)
- генерал-лейтенант С. И. Черняк (20 — 25 декабря 1941)[8]

Члены Военного совета:
- дивизионный комиссар Ф. Н. Воронин (19 июля 1941 — 22 августа 1941)
- бригадный комиссар М. Г. Кузнецов (22 августа 1941 — 28 июля 1942)
- дивизионный комиссар И. Ф. Чухнов (март — июль 1942)

Начальники штаба:
- генерал-майор В. Ф. Воробьёв (19 июля 1941 — 10 августа 1941)
- генерал-майор Г. Д. Шишенин (10 августа 1941 — 22 августа 1941)
- полковник, генерал-майор Н. И. Крылов (22 августа 1941 — 28 июля 1942)

Заместитель командующего — начальник инженерных войск армии:
- Генерал-майор инженерных войск Н. М. Пилипец (с 6.4.1944 —)

## Второе формирование
Приморская армия второго формирования создана 20 ноября 1943 года на основании директивы Ставки ВГК, от 15 ноября 1943 года, на базе полевого управления Северо-Кавказского фронта и войск 56-й армии. Подчинялась непосредственно Ставке ВГК и именовалась Отдельная Приморская армия.
К 20 ноября 1943 года на Керченском плацдарме находились 11-й гвардейский и 16-й стрелковые корпуса, остальные войска армии оставались на Таманском полуострове.
Перед армией поставили задачу расширить Керченский плацдарм, переправить на него все соединения и части и вести подготовку наступательной операции с целью освобождения Крыма.
С конца ноября 1943 года до января 1944 года войска армии провели три частные наступательные операции (в том числе десант на мыс Тархан и десант в Керченском порту), в результате которых расширили плацдарм и улучшили своё оперативное положение, но не выполнили задачу по овладению городом Керчь. В результате был снят с должности командующий армией И. Е. Петров. С февраля до начала апреля они прочно удерживали занимаемые рубежи, совершенствовали их в инженерном отношении и занимались боевой подготовкой.

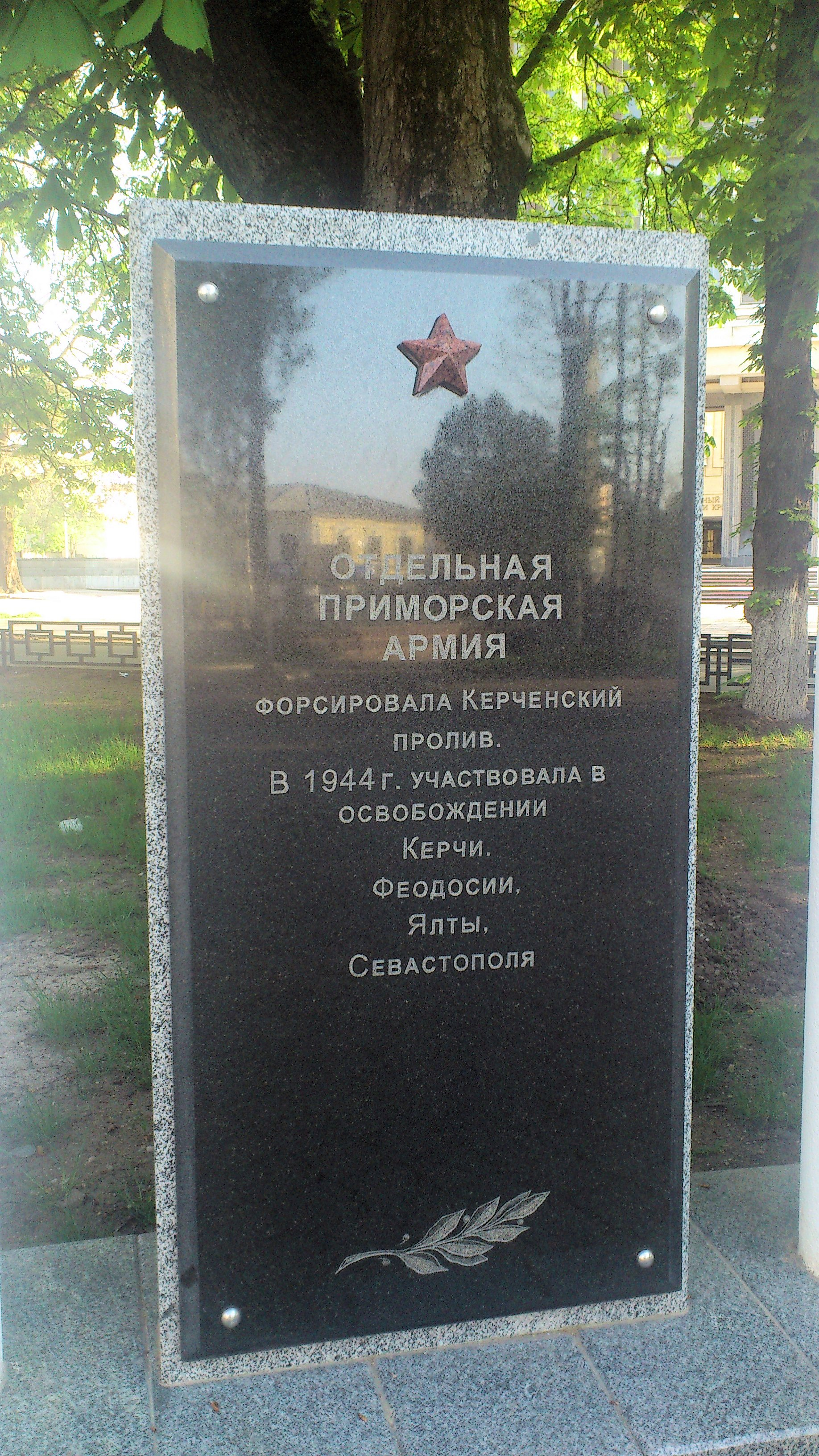
На мемориальной плите у танка-памятника освободителям Симферополя в сквере Победы в Симферополе

В апреле — мае 1944 года Приморская армия участвовала в Крымской стратегической операции. В её начале армия разбила арьергарды противника севернее Керчи. 11 апреля совместно с кораблями и авиацией Черноморского флота и при поддержке 4-й воздушной армии освободила Керчь. На следующий день её войска овладели Ак-Монайскими позициями — последним укрепленным рубежом обороны немецкой армии на Керченском полуострове. 13 апреля соединения армии освободили Феодосию и при содействии крымских партизан — Старый Крым и Карасубазар (Белогорск). Продолжая преследовать противника, освободила Судак (14 апреля), во взаимодействии с войсками 4-го Украинского фронта и при содействии крымских партизан — Алушту (15 апреля), Алупку и Ялту (16 апреля). К исходу 16 апреля вышла к укрепленным позициям немцев под Севастополем.
18 апреля 1944 года включена в состав 4-го Украинского фронта и переименована в Приморскую армию. До 7 мая её войска вели подготовку к штурму Севастопольского укрепленного района противника. 9 мая, после двухдневных ожесточенных боев, соединения армии во взаимодействии с войсками 2-й гвардейской и 51-й армий, а также Черноморским флотом освободили Севастополь. Главные силы армии развивали наступление в направлении мыса Херсонес, где противник сосредоточил наиболее стойкие части из остатков немецких дивизий и всю наличную артиллерию. К 12 часам 12 мая Херсонес был очищен от противника войсками армии во взаимодействии с 19-м танковым корпусом.
16 мая 1944 года Приморская армия была выведена из состава 4-го Украинского фронта и вновь переименована в Отдельную Приморскую армию с непосредственным подчинением Ставке ВГК. До конца войны обороняла побережье Крыма (управление в г. Симферополь). Постепенно из состава армии изымались воинские части и к маю 1945 года в ней остались лишь 315-я и 414-я стрелковые дивизии.
9 июля 1945 года полевое управление Отдельной Приморской армии переформировано в управление Таврического военного округа.

### Состав
- 11-й гвардейский стрелковый корпус
- 16-й стрелковый корпус
- 3-й горнострелковый корпус
- 89-я стрелковая дивизия
- 318 горно-стрелковая дивизия
- 83-я морская стрелковая бригада
- 89-я морская стрелковая бригада
- 57-й отдельный зенитный артиллерийский дивизион ПВО (с января 1945 года)
- танковые, артиллерийские, инженерные, авиационные соединения и части

### Командование
Командующие войсками:
- генерал армии И. Е. Петров (20 ноября 1943 — 4 февраля 1944)
- генерал армии А. И. Ерёменко (4 февраля 1944 — 18 апреля 1944)
- генерал-лейтенант К. С. Мельник (18 апреля 1944 — 9 июля 1945)

Члены Военного совета:
- полковник Е. Е. Мальцев (20 ноября 1943 — 28 декабря 1943)
- генерал-майор П. М. Соломко (28 декабря 1943 — 9 июля 1945)

Начальники штаба:
- генерал-лейтенант И. А. Ласкин (20 ноября 1943 — 6 декабря 1943)
- генерал-майор С. Е. Рождественский (6 декабря 1943 — 17 января 1944)
- генерал-майор П. М. Котов-Легоньков (17 января 1944 — 30 мая 1944)
- генерал-лейтенант С. И. Любарский (30 мая 1944 — 24 ноября 1944)
- генерал-майор С. С. Епанечников (24 ноября 1944 — 9 июля 1945)

Начальник разведывательного отдела:
- Генерал-майор Н. М. Трусов (20 ноября 1943 — октябрь 1944).

Заместитель командующего — начальник инженерных войск армии:
- Генерал-майор инженерных войск Н. М. Пилипец (6 апреля 1944 — ?)

Командующий БТ и МВ армии
- полковник	Дергунов, Михаил Матвеевич, (20.11.1943 — 10.04.1945)

Начальник штаба БТ и МВ армии
- Лобанов, Георгий Павлович, (11.1943 — 12.1943) генерал-майор танковых войск[10].